# Louise Perry
Louise Perry é uma jornalista, autora e apresentadora de podcast britânica. Ela é redatora de reportagens do Daily Mail e colunista do New Statesman.   
Perry co-dirige a instituição de caridade We Can't Consent To This, que faz campanha em torno de problemas com a defesa de assassinatos sexuais violentos.  Ela é cofundadora e diretora de pesquisa do The Other Half, um think tank feminista apartidário fundado em 2022.  Ela é a apresentadora do podcast Maiden Mother Matriarch.

## Biografia
Perry se formou na SOAS da Universidade de Londres com bacharelado em antropologia, que supostamente incluía estudos sobre mulheres.    Neste momento, diz-se que ela se conformou com a opinião de seus colegas, de que "a pornografia é ótima, o BDSM é divertido, o trabalho sexual é trabalho".  No entanto, a sua opinião mudou depois da faculdade, quando começou a trabalhar durante vários anos num centro de crise de violação.  

Essa experiência "angustiante" tornou-se o ponto de partida de seu primeiro livro, The Case Against the Sexual Revolution, através da Polity Press.  Publicado em 2022, o livro se tornou um best-seller no Reino Unido.  Defende o reconhecimento da diferença inata entre homens e mulheres, em vez de diferenças socializadas; uma visão que The Atlantic descreveu como "herética".  O jornal religioso <i id="mwPg">America</i> disse que isso "dizima qualquer defesa da revolução sexual".  O Guardian avaliou o trabalho como "ousado e importante" como:
“Neste momento cultural,The Case Against the Sexual Revolution dificilmente poderia ser mais radical. É um ato de insurreição, a sua sediciosidade nasce não só das devoções que está determinado a explodir, mas do fato de também ser diligentemente pesquisado e escrito em inglês simples." 
Em fevereiro daquele ano, Perry participou de um debate na Oxford Union, onde argumentou contra a proposição "Devemos dar as boas-vindas à nova era da pornografia".  Ela baseou-se em evidências que indicavam as altas taxas de suicídio de atores da indústria do entretenimento adulto, que a ideia de consentimento para esses jovens atores era problemática e implorou ao seu público que abandonasse o uso de pornografia online como prejudicial.    Perry escreveu um ensaio para a edição de outubro de 2023 da First Things sobre aborto e infanticídio na Roma Antiga.   O artigo foi discutido na National Review, e descreveu Perry como apresentando um argumento não-cristão em favor da ética cristã. Cita o ditado de Perry:
Quando os defensores pró-vida e pró-escolha discutem sobre os aspectos essenciais da política de aborto, o que eles realmente discutem é se a nossa sociedade deve permanecer cristã. A maioria das pessoas que se descrevem como pró-escolha não pensaram realmente sobre o que significaria abandonar verdadeiramente o Cristianismo - isto é, abandonar verdadeiramente a insistência historicamente bizarra dos cristãos de que “Deus escolheu as coisas fracas do mundo para envergonhar as fortes”. 
Em 13 de setembro de 2023, Perry e Anna Khachiyan, co-apresentadora do podcast Red Scare, debateram Grimes e Sarah Haider no que foi chamado de "um confronto de titãs femininas". O debate foi realizado no The Theatre at Ace Hotel e foi moderado por Bari Weiss.   
Perry participou da primeira conferência da Alliance for Responsible Citizenship em outubro-novembro de 2023.  No seu painel, ela argumentou que tanto as mulheres, como a comunidade em geral, foram afetadas negativamente pela crença generalizada de que podemos aceitar as normas sexuais tradicionais “basta jogá-las pela janela”. 
Em 2022, Perry foi descrita como uma escritora radicada em Londres, "uma feminista não religiosa" e uma nova mãe.  O jornalista da Australian Broadcasting Corporation, Andrew West, descreveu-a como de tendência esquerdista. 

## Vida pessoal
Em 2017, Perry se casou com seu agora marido, um policial.  Quando questionada se ela o havia proibido de assistir pornografia, ela respondeu: “Claro”.  Perry deu à luz o primeiro filho do casal em 2021. 